# 日本歯科臨床医学会
日本歯科臨床医学会（にほんしかりんしょういがっかい、Japan Society for Dental Medical;JSDM）とは、歯科臨床を中心とした学問を取り扱う学術団体の一つである。

## 概要
1994年に歯科臨床研究会として設立、2009年に日本歯科臨床医学会となる。2010年に日本総義歯補綴学会を統合。

## 特徴
活動拠点をSNS内としており、ネット投稿型の学術団体である。

## 資格認定
- 日本歯科臨床医学会認定医
- 日本歯科臨床医学会認定歯科衛生士
- 日本歯科臨床医学会認定歯科技工士

## 関連団体
- 日本総義歯補綴学会